# Riva Valdobbia
Riva Valdobbia é uma comuna italiana da região do Piemonte, província de Vercelli, com cerca de 230 habitantes. Estende-se por uma área de 62 km², tendo uma densidade populacional de 4 hab/km². Faz fronteira com Alagna Valsesia, Campertogno, Gressoney-La-Trinité (AO), Gressoney-Saint-Jean (AO), Mollia, Rassa, Rima San Giuseppe.

## Demografia
| Variação demográfica do município entre 1861 e 2011                               |
|                                                                                   |
| Fonte: Istituto Nazionale di Statistica (ISTAT) - Elaboração gráfica da Wikipedia |